# Jurij Libedinskij
Jurij Nikolajevitj Libedinskij (ryska: Юрий Николаевич Либединский), född 10 december (gamla stilen: 28 november) 1898 i Odessa, död 24 oktober 1959 i Moskva, var en rysk författare.
Libedinskij debuterade 1922 med novellen Veckan, delvis skriven på rytmisk prosa, översatt till tyska 1923. Bland hans övriga verk märks Kommissarierna (1925), ett politiskt vek som behandlar kommunisternas kamp. Libedinskij var ledare för en grupp författare som angrep all litteratur, som inte var utpräglat revolutionär. Dess huvudorgan Na postú ("På vakt") grundades 1923. Libedinskij verkade även som romanförfattare och dramatiker.